# Taekwondo nos Jogos Olímpicos de Verão de 2020

Makuhari Messe durante as disputas finais do taekwondo

As competições de taekwondo nos Jogos Olímpicos de Verão de 2020 foram realizadas entre 24 a 27 de julho de 2021 no Makuhari Messe, em Tóquio. Originalmente programados para 2020, os eventos foram adiados em um ano devido à pandemia da COVID-19. Um total de 129 taekwondistas representando 60 Comitês Olímpicos Nacionais (CON) competiram nos oito eventos em disputa, sendo quatro masculino e quatro femininos, divididos em categorias de peso.

## Qualificação
Até 128 taekwondistas, 64 em cada gênero, e 16 em cada uma das oito categorias de peso, poderiam se classificar para os Jogos. Cada CON estava limitado a um competidor por evento, resultando em um máximo de oito competidores, quatro para cada gênero. Em cada categoria de peso, cinco vagas estiveram disponíveis através do ranking olímpico da Federação Mundial de Taekwondo (WTF), uma vaga foi disponibilizada pelo Grand Slam Champions Series, nove vagas para eventos de qualificação continental (duas por continente, à exceção da Oceania, com uma) e uma vaga ficou à disposição do país-sede (quatro categorias escolhidas, duas por gênero) ou da Comissão Tripartite (as quatro categorias restantes).
Se um CON qualificasse ao menos duas mulheres e dois homens pelo ranking, não poderia participar dos torneios de qualificação continentais a não ser que desistisse das vagas obtidas via ranking. Isto incluía o Japão, país-sede, com suas quatro vagas automáticas de dois homens e duas mulheres.

## Calendário
As competições de taekwondo foram realizados ao longo de quatro dias, sendo disputadas duas categorias (uma masculina e outra feminina) por dia. Iniciou com as categorias mais leves em 24 de julho e finalizou com as categorias mais pesadas em 27 de julho de 2021.
| F | Finais |

| DataEvento       | 24 jul | 25 jul | 26 jul | 27 jul |
| ---------------- | ------ | ------ | ------ | ------ |
| –58 kg masculino | F      |        |        |        |
| –68 kg masculino |        | F      |        |        |
| –80 kg masculino |        |        | F      |        |
| +80 kg masculino |        |        |        | F      |
| –49 kg feminino  | F      |        |        |        |
| –57 kg feminino  |        | F      |        |        |
| –67 kg feminino  |        |        | F      |        |
| +67 kg feminino  |        |        |        | F      |

## Nações participantes
Ao todo, 60 CONs tiveram atletas qualificados em ao menos um evento. Entre parênteses encontra-se representada a quantidade de atletas.
- AFG Afeganistão (1)
- GER Alemanha (1)
- ARG Argentina (1)
- AUS Austrália (4)
- AZE Azerbaijão (2)
- BEL Bélgica (1)
- BIH Bósnia e Herzegovina (1)
- BRA Brasil (3)
- BUR Burquina Fasso (1)
- CAN Canadá (1)
- KAZ Cazaquistão (2)
- CHI Chile (1)
- CHN China (6)
- COL Colômbia (2)
- KOR Coreia do Sul (6)
- CIV Costa do Marfim (4)
- CRO Croácia (4)
- CUB Cuba (1)
- EGY Egito (4)
- EOR Equipe Olímpica de Refugiados (3)
- SLO Eslovênia (1)
- ESP Espanha (4)
- USA Estados Unidos (2)
- ETH Etiópia (1)
- PHI Filipinas (1)
- FRA França (2)
- GAB Gabão (1)
- GBR Grã-Bretanha (5)
- GRE Grécia (1)
- HAI Haiti (1)
- HON Honduras (1)
- HUN Hungria (1)
- IRI Irã (3)
- IRL Irlanda (1)
- ISR Israel (1)
- ITA Itália (2)
- JPN Japão (4)
- JOR Jordânia (2)
- MLI Mali (1)
- MAR Marrocos (3)
- MEX México (2)
- NIG Níger (2)
- NGR Nigéria (1)
- NOR Noruega (1)
- NZL Nova Zelândia (1)
- NED Países Baixos (1)
- POL Polônia (2)
- PUR Porto Rico (1)
- POR Portugal (1)
- KEN Quênia (1)
- MKD Macedônia do Norte (1)
- COD República Democrática do Congo (1)
- DOM República Dominicana (3)
- ROC ROC (4)
- SRB Sérvia (2)
- THA Tailândia (2)
- TPE Taipé Chinês (4)
- TGA Tonga (2)
- TUN Tunísia (1)
- TUR Turquia (5)
- UZB Uzbequistão (4)
- VIE Vietnã (1)

## Medalhistas
Masculino
| Evento                 | Ouro                             | Prata                                    | Bronze                       |
| ---------------------- | -------------------------------- | ---------------------------------------- | ---------------------------- |
| Até 58 kg detalhes     | Vito Dell'Aquila ITA Itália      | Mohamed Khalil Jendoubi TUN Tunísia      | Jang Jun KOR Coreia do Sul   |
| Até 58 kg detalhes     | Vito Dell'Aquila ITA Itália      | Mohamed Khalil Jendoubi TUN Tunísia      | Mikhail Artamonov ROC        |
| Até 68 kg detalhes     | Ulugbek Rashitov UZB Uzbequistão | Bradly Sinden GBR Grã-Bretanha           | Zhao Shuai CHN China         |
| Até 68 kg detalhes     | Ulugbek Rashitov UZB Uzbequistão | Bradly Sinden GBR Grã-Bretanha           | Hakan Reçber TUR Turquia     |
| Até 80 kg detalhes     | Maksim Khramtsov ROC             | Saleh Al-Sharabaty JOR Jordânia          | Toni Kanaet CRO Croácia      |
| Até 80 kg detalhes     | Maksim Khramtsov ROC             | Saleh Al-Sharabaty JOR Jordânia          | Seif Eissa EGY Egito         |
| Mais de 80 kg detalhes | Vladislav Larin ROC              | Dejan Georgievski MKD Macedônia do Norte | In Kyo-don KOR Coreia do Sul |
| Mais de 80 kg detalhes | Vladislav Larin ROC              | Dejan Georgievski MKD Macedônia do Norte | Rafael Alba CUB Cuba         |

Feminino
| Evento                 | Ouro                                  | Prata                            | Bronze                          |
| ---------------------- | ------------------------------------- | -------------------------------- | ------------------------------- |
| Até 49 kg detalhes     | Panipak Wongpattanakit THA Tailândia  | Adriana Cerezo ESP Espanha       | Tijana Bogdanović SRB Sérvia    |
| Até 49 kg detalhes     | Panipak Wongpattanakit THA Tailândia  | Adriana Cerezo ESP Espanha       | Avishag Semberg ISR Israel      |
| Até 57 kg detalhes     | Anastasija Zolotic USA Estados Unidos | ‎Tatiana Minina ROC               | Hatice Kübra İlgün TUR Turquia  |
| Até 57 kg detalhes     | Anastasija Zolotic USA Estados Unidos | ‎Tatiana Minina ROC               | Lo Chia-ling TPE Taipé Chinês   |
| Até 67 kg detalhes     | Matea Jelić CRO Croácia               | Lauren Williams GBR Grã-Bretanha | Ruth Gbagbi CIV Costa do Marfim |
| Até 67 kg detalhes     | Matea Jelić CRO Croácia               | Lauren Williams GBR Grã-Bretanha | Hedaya Wahba EGY Egito          |
| Mais de 67 kg detalhes | Milica Mandić SRB Sérvia              | Lee Da-bin KOR Coreia do Sul     | Althéa Laurin FRA França        |
| Mais de 67 kg detalhes | Milica Mandić SRB Sérvia              | Lee Da-bin KOR Coreia do Sul     | Bianca Walkden GBR Grã-Bretanha |

Além dos oito eventos oficiais, uma competição de demonstração por equipes foi realizada, sem distribuição de medalhas. Cinco equipes participaram, divididas em dois grupos: Irã e Japão em um grupo e China, Costa do Marfim e ROC no outro. O Irã venceu o Japão e a China seus dois adversários para avançarem a final, com os chineses superando os iranianos por 41–22 na decisão.

## Quadro de medalhas
| Ordem | País                   | Medalha de ouro | Medalha de prata | Medalha de bronze |    | Ordem por total |
| ----- | ---------------------- | --------------- | ---------------- | ----------------- | -- | --------------- |
| 1     | ROC                    | 2               | 1                | 1                 | 4  | 1               |
| 2     | CRO Croácia            | 1               |                  | 1                 | 2  | 4               |
|       | SRB Sérvia             | 1               |                  | 1                 | 2  | 4               |
| 4     | USA Estados Unidos     | 1               |                  |                   | 1  | 8               |
|       | ITA Itália             | 1               |                  |                   | 1  | 8               |
|       | THA Tailândia          | 1               |                  |                   | 1  | 8               |
|       | UZB Uzbequistão        | 1               |                  |                   | 1  | 8               |
| 8     | GBR Grã-Bretanha       |                 | 2                | 1                 | 3  | 2               |
| 9     | KOR Coreia do Sul      |                 | 1                | 2                 | 3  | 2               |
| 10    | ESP Espanha            |                 | 1                |                   | 1  | 8               |
|       | JOR Jordânia           |                 | 1                |                   | 1  | 8               |
|       | MKD Macedônia do Norte |                 | 1                |                   | 1  | 8               |
|       | TUN Tunísia            |                 | 1                |                   | 1  | 8               |
| 14    | EGY Egito              |                 |                  | 2                 | 2  | 4               |
|       | TUR Turquia            |                 |                  | 2                 | 2  | 4               |
| 16    | CHN China              |                 |                  | 1                 | 1  | 8               |
|       | CIV Costa do Marfim    |                 |                  | 1                 | 1  | 8               |
|       | CUB Cuba               |                 |                  | 1                 | 1  | 8               |
|       | FRA França             |                 |                  | 1                 | 1  | 8               |
|       | ISR Israel             |                 |                  | 1                 | 1  | 8               |
|       | TPE Taipé Chinês       |                 |                  | 1                 | 1  | 8               |
| TOTAL | TOTAL                  | 8               | 8                | 16                | 32 | —               |